# Liste von Museen im Landkreis Dahme-Spreewald
Die Liste von Museen im Landkreis Dahme-Spreewald listet Museen im Landkreis Dahme-Spreewald. Sie kann unvollständig sein.
| Museum                                                                                | Ort                               | Koordinaten                                                     |
| ------------------------------------------------------------------------------------- | --------------------------------- | --------------------------------------------------------------- |
| Museen mit regelmäßigen Öffnungszeiten                                                |                                   |                                                                 |
| Bauernmuseum Schlepzig                                                                | Schlepzig                         | 52° 1′ 38″ N, 13° 53′ 57,2″ O                                   |
| Biogarten Prieros                                                                     | Prieros                           | 52° 13′ 11,3″ N, 13° 46′ 24,6″ O                                |
| Dahmelandmuseum                                                                       | Königs Wusterhausen               | 52° 17′ 58,9″ N, 13° 37′ 28,7″ O                                |
| Das Kleine Museum                                                                     | Eichwalde                         | 52° 22′ 36,3″ N, 13° 37′ 37,8″ O                                |
| Gedenkstätte und Museum KZ Lieberose                                                  | Lieberose                         | 51° 59′ 28,2″ N, 14° 18′ 24,7″ O                                |
| Heimathaus Prieros                                                                    | Prieros                           | 52° 13′ 24,4″ N, 13° 45′ 59,2″ O                                |
| Heimatmuseum Mittenwalde                                                              | Mittenwalde                       | 52° 15′ 52,2″ N, 13° 32′ 5,3″ O                                 |
| Holländerwindmühle Straupitz                                                          | Straupitz (Spreewald)             | 51° 54′ 57,1″ N, 14° 7′ 37,4″ O                                 |
| Kornspeicher Straupitz                                                                | Straupitz (Spreewald)             | 51° 54′ 35,3″ N, 14° 7′ 11″ O                                   |
| Kreisarchiv Dahme-Spreewald                                                           | Luckau                            | 51° 51′ 13,7″ N, 13° 42′ 58,1″ O                                |
| Museum in der Darre                                                                   | Lieberose                         | 51° 59′ 14″ N, 14° 18′ 7,2″ O                                   |
| Museum Schloss Lübben                                                                 | Lübben (Spreewald)                | 51° 56′ 23,9″ N, 13° 53′ 57,6″ O                                |
| Sielmanns Naturlandschaft Wanninchen                                                  | Wanninchen                        | 51° 47′ 17,3″ N, 13° 46′ 20,4″ O                                |
| Niederlausitz-Museum Luckau                                                           | Luckau                            | 51° 51′ 11,5″ N, 13° 43′ 0,1″ O                                 |
| Paul-Gerhardt-Zentrum                                                                 | Lübben (Spreewald)                | 51° 56′ 34,3″ N, 13° 53′ 40,8″ O                                |
| Schloss und Garten Königs Wusterhausen                                                | Königs Wusterhausen               | 52° 17′ 53,8″ N, 13° 37′ 30,3″ O                                |
| Traditionsfeuerwehr Lübben                                                            | Lübben (Spreewald)                | 51° 56′ 32,8″ N, 13° 53′ 38,2″ O                                |
| Sonstige Museen und Sammlungen                                                        |                                   |                                                                 |
| Archiv deutscher Bieretiketten                                                        | Eichwalde                         | 52° 22′ 21″ N, 13° 37′ 28,5″ O                                  |
| Döckes Dorfmuseum                                                                     | Bornsdorf                         | 51° 46′ 22,9″ N, 13° 41′ 39,9″ O                                |
| Dokumentationsstelle Lager Jamlitz                                                    | Jamlitz                           | 51° 59′ 37,3″ N, 14° 21′ 55,4″ O                                |
| Feuerwehrmuseum Schlepzig                                                             | Schlepzig                         | 52° 1′ 33,2″ N, 13° 54′ 33,7″ O                                 |
| Heimatmuseum Motzen                                                                   | Motzen                            | 52° 12′ 18,8″ N, 13° 34′ 56,6″ O                                |
| Theodor-Fontane-Kreis Zeuthen (Ausstellung im DESY Zeuthen)                           | Zeuthen                           | 52° 20′ 45,4″ N, 13° 37′ 59,4″ O                                |
| Freilichtmuseum Germanische Siedlung Klein Köris                                      | Klein Köris                       | 52° 10′ 8,8″ N, 13° 42′ 28,9″ O                                 |
| Gedenkort Halbe                                                                       | Halbe                             | 52° 6′ 10,4″ N, 13° 41′ 39,4″ O                                 |
| Kulturhistorisches Archiv des Humanistischen Verbandes                                | Eichwalde                         | 52° 22′ 16,6″ N, 13° 36′ 41,4″ O                                |
| Napoléonhäuschen Luckau                                                               | Luckau                            | 51° 51′ 11,7″ N, 13° 42′ 39,8″ O                                |
| Sammlung „Museen für Humor & Satire“                                                  | nur Online                        | 51° 51′ 13,7″ N, 13° 42′ 58,1″ O                                |
| Schulmuseum Schwarzenburg                                                             | Schwarzenburg                     | 51° 45′ 2,6″ N, 13° 33′ 18,2″ O                                 |
| Sender- und Funktechnikmuseum Rundfunkstadt Königs Wusterhausen (derzeit geschlossen) | Königs Wusterhausen               | 52° 18′ 15,5″ N, 13° 37′ 14,4″ O                                |
| Spreewaldbahnmuseum                                                                   | Straupitz (Spreewald) oder Goyatz | 51° 54′ 52,1″ N, 14° 7′ 53,1″ O 52° 0′ 42,5″ N, 14° 10′ 54,7″ O |
| Zollstockmuseum Bestensee                                                             | Bestensee                         | 52° 14′ 34″ N, 13° 37′ 36″ O                                    |